# Чикош-Горонда
Чикош-Горонда́ (угор. Csikósgorond) — село в Берегівській громаді Берегівського району Закарпатської області України. Розташована Чикош-Горонда в трьох кілометрах в бік від траси Берегово-Мукачево, між селами Яноші та Гать, серед полів осушеного Чорного Мочара.
Назва села походить від угорського слова «чикош» — кінський пастух. Було засновано у 1900 році, як хутір, разом із іншим — Нярош-Горонда, нині зниклим. Обидва хутори відносилися до господарства Шенборнів. Тут проживали селяни та сезонні робочі з гірських сіл, які займалися землеробством та тваринництвом, випасаючи кількасот голів великої рогатої худоби. В 1900 році на двох хуторах проживало 357 селян.
У 1928 році сім'я Шенборнів продала свої угіддя Акціонерному Товариству «Латориця». В радянський час в сусідньому селі Гать, до сільради якого відноситься й Чикош-Горонда, був влаштований племінний завод «Закарпатський», складові якого базувались в Чикош-Горонді та на фермах «Нярошки» (побутової назви хутора Нярош-Горонда).
В скруту перших років української незалежності господарство повністю занепало, і не відродилося й понині. В 1990-х роках була розібрана контора племзаводу — колишня садиба Шенборна.

## Населення
Згідно з переписом УРСР 1989 року чисельність наявного населення села становила 84 особи, з яких 35 чоловіків та 49 жінок.
За переписом населення України 2001 року в селі мешкало 80 осіб.

### Мова
Розподіл населення за рідною мовою за даними перепису 2001 року:
| Мова       | Відсоток |
| ---------- | -------- |
| українська | 71,25 %  |
| угорська   | 27,50 %  |
| білоруська | 1,25 %   |

## Туристичні місця
-  колишня садиба Шенборна.
- В селі знаходиться цікавий архітектурний об'єкт, взірець чехословацької соціальної інфраструктури. Це п'ять з'єднаних між собою будинків, кожен на дві сім'ї.

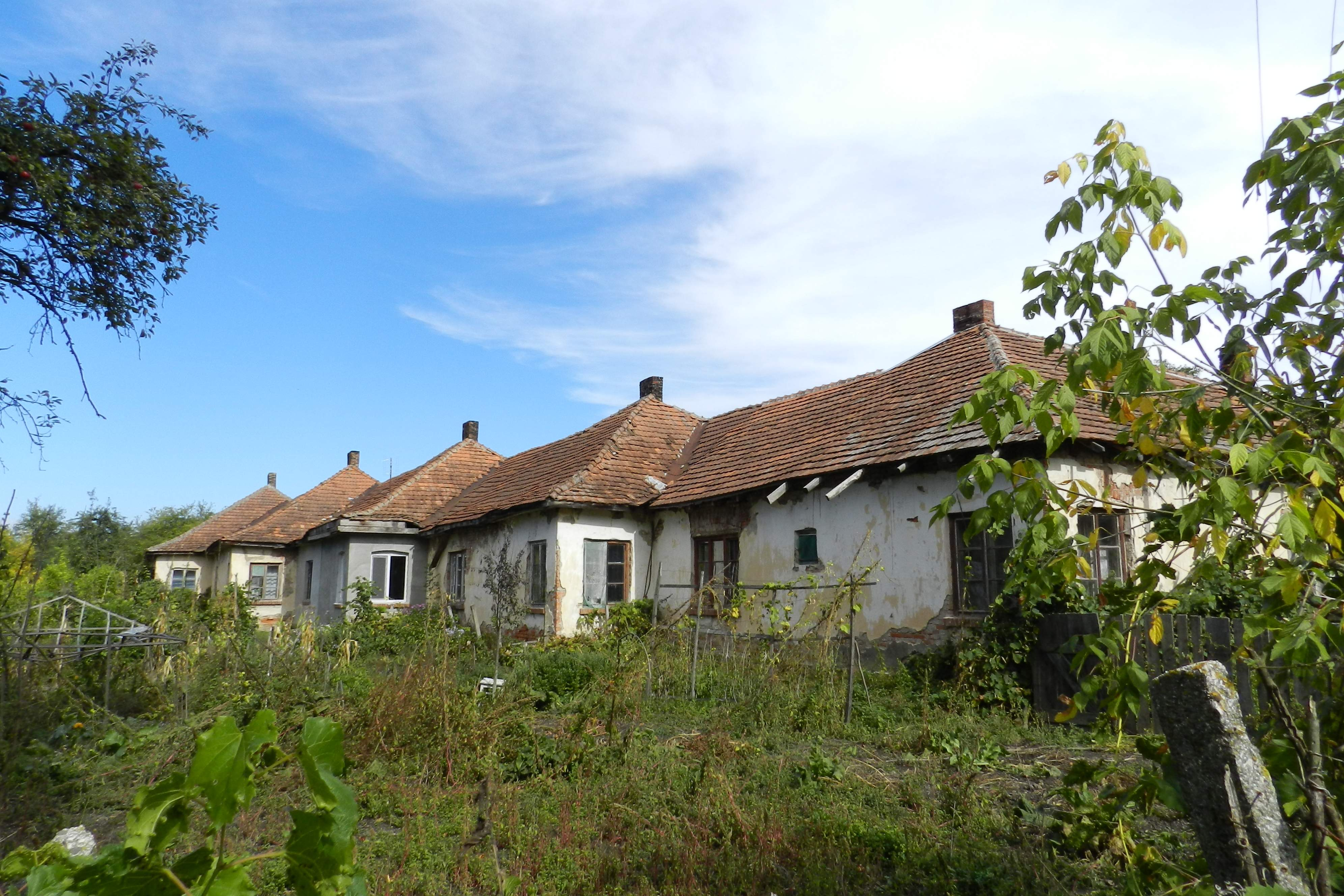
Будинок для селян, зведений за чехословацької доби

- Гідною уваги пам'яткою технічної культури є збережена та функціонуюча водонапірна башта чехословацької доби.

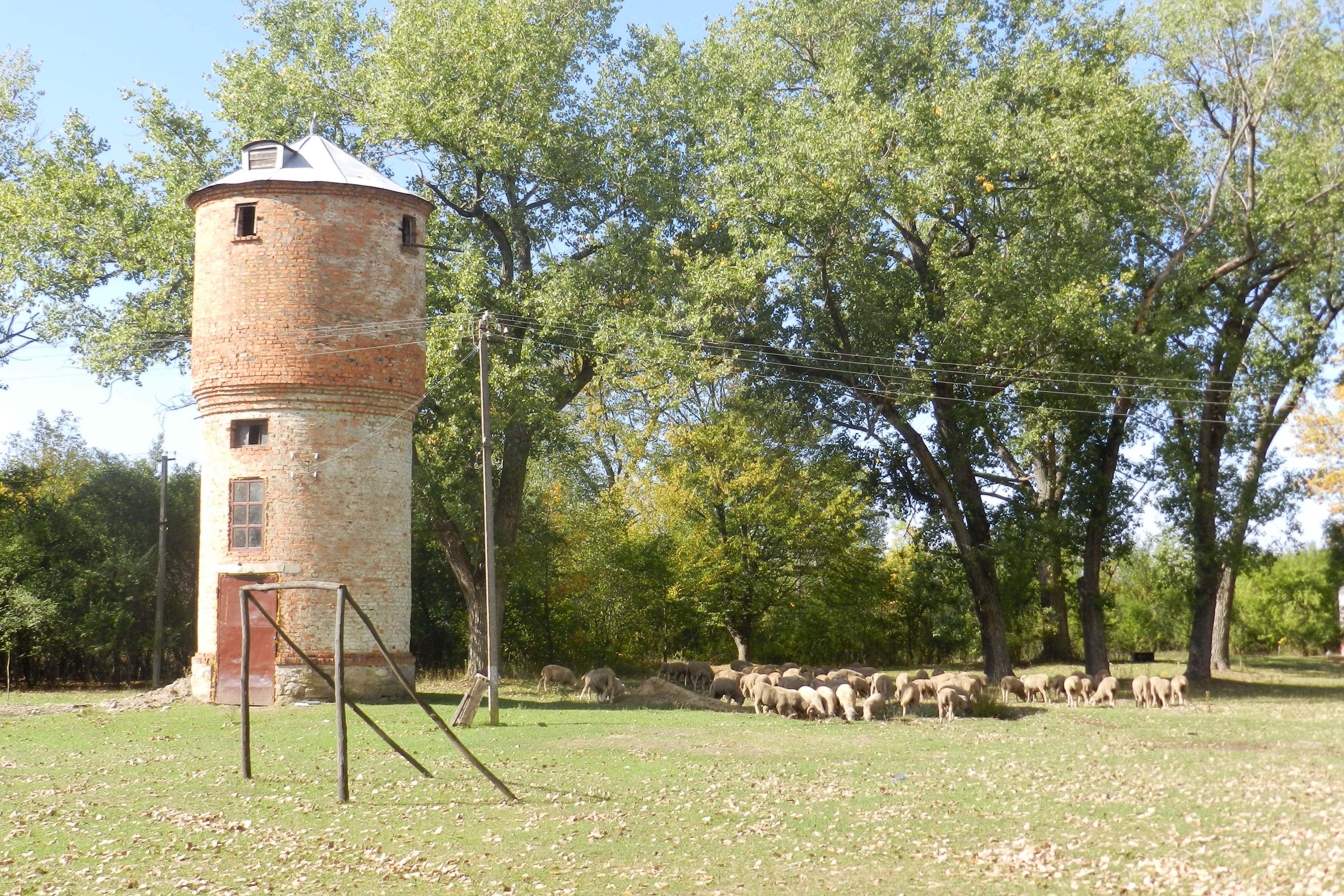
Водонапірна вежа чехословацької доби

- Перед в'їздом до села в лісі в перебудованих корпусах колишньої військової частини, з 2001 р. розташувались корпуси Берегівської обласної психіатричної лікарні. Вони містяться у відремонтованих корпусах колишньої військової частини. В радянській час тут була військова база із великими підземними замаскованими горизонтальними бункерами, в яких зберігалися ядерні боєголовки. Після спішного розформування наприкінці 1990-початку 2000-х рр. бункери були частково зруйновані, однак їх основа залишилась і могла б бути використана для створення туристичної атракції, влаштування військово-спортивних ігор, об'єкту сучасного мистецтва тощо.

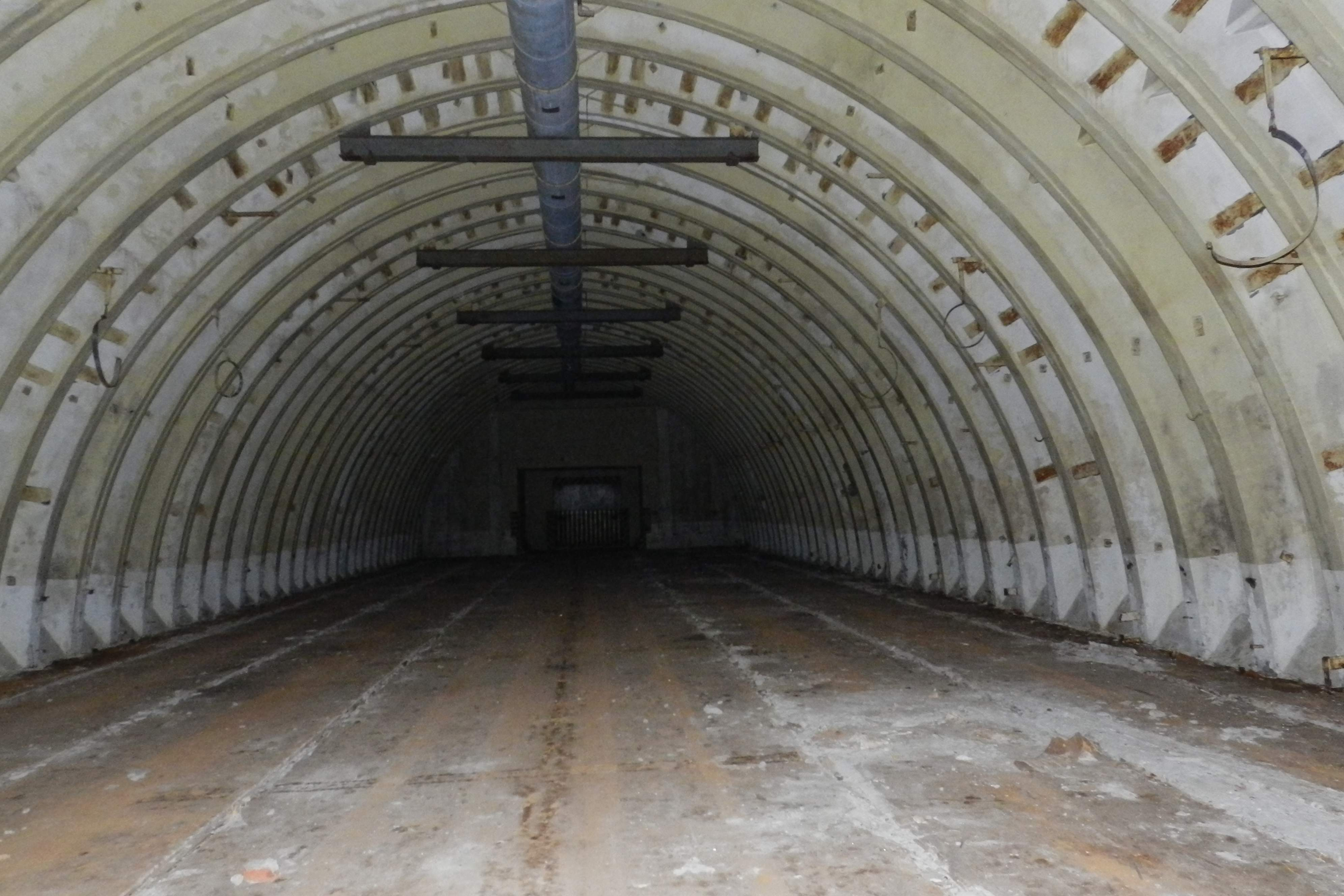
Недіючі ракетні бункери

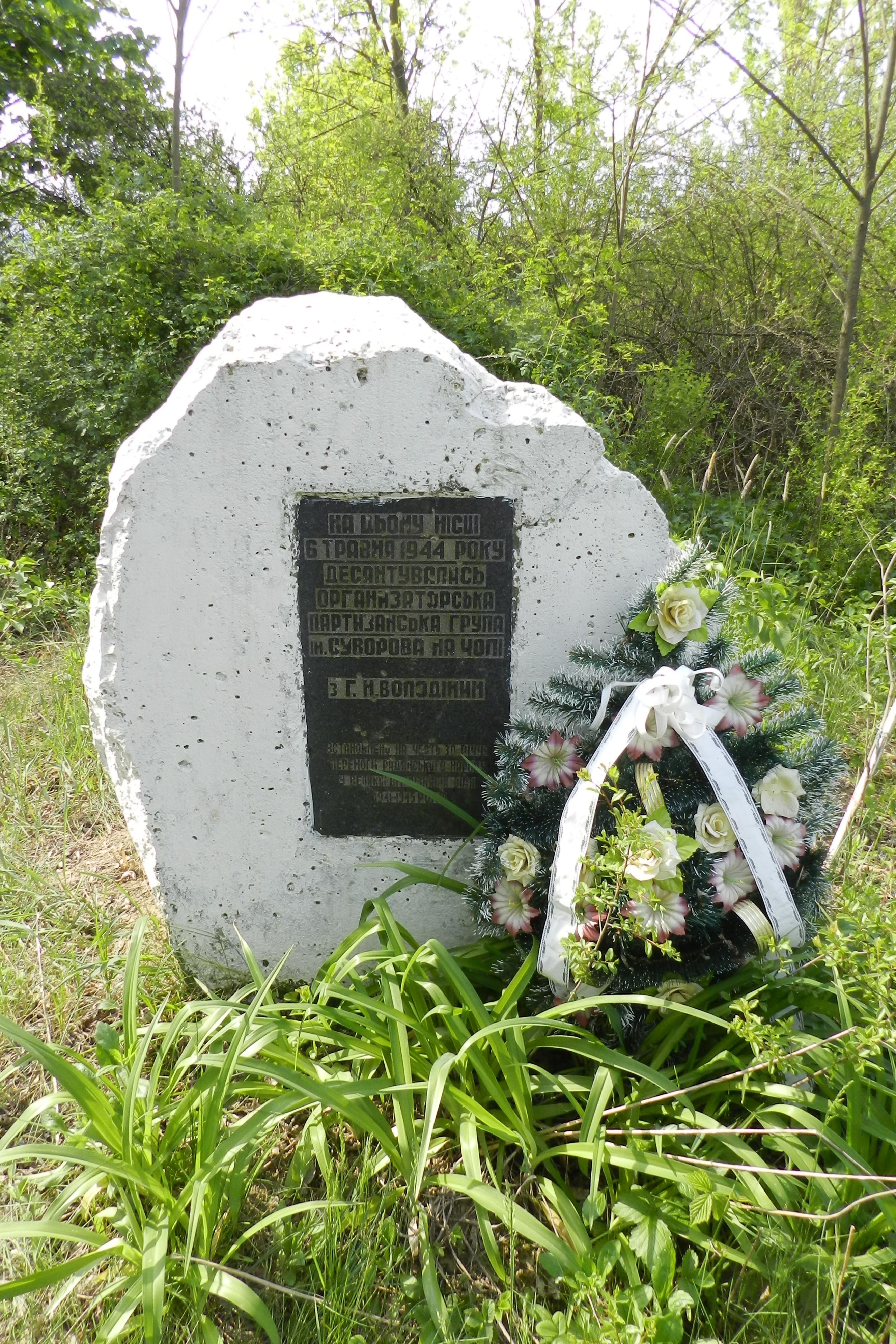
Обеліск на честь радянських партизанів